# Справжнє кохання (фільм, 1993)
«Справжнє кохання» (англ. True Romance) — американський романтичний трилер 1993 року, режисера Тоні Скотта за сценарієм Квентіна Тарантіно.

## Сюжет
Це історія про справжнє кохання ще недосвідченої дівчини «за викликом» — Алабами, і продавця коміксів — самітника Кларенса, великого шанувальник кіно та Елвіса Преслі. Під час перегляду фільму в одному з кінотеатрів до Кларенса підсідає Алабама, її найняв керівник Кларенса як подарунок з нагоди дня народження. Провівши ніч разом, Кларенс і Алабама закохалися одне в одного. Щоб звільнити свою кохану від її сутенера, Кларенс їде забрати речі Алабами, однак розмова закінчилася стріляниною, у результаті якої загинули сутенер і його охоронець. Втікаючи, Кларенс замість речей Алабами випадково забирає валізу наповнену кокаїном. Щоб продати наркотики, закохані їдуть до Каліфорнії, однак від мафії сховатися дуже важко…

## У ролях
| Актор              | Роль                                    |
| ------------------ | --------------------------------------- |
| Крістіан Слейтер   | Кларенс Ворлі                           |
| Патриція Аркетт    | Алабама Вітмен                          |
| Денніс Гоппер      | Кліффорд Ворлі, батько Кларенса         |
| Вел Кілмер         | Ментор                                  |
| Ґері Олдмен        | Дрексл Спайві, сутенер                  |
| Крістофер Вокен    | Вінченцо Кокотті                        |
| Бронсон Пінчот     | Елліот Блітцер                          |
| Семюел Л. Джексон  | Великий Дон                             |
| Майкл Рапапорт     | Дік Річі                                |
| Бред Пітт          | Флойд, сусід Діка                       |
| Сол Рубінек        | Лі Доновіц, продюсер                    |
| Кончата Феррелл    | Мері-Луїз Райвенкрофт                   |
| Джеймс Гандольфіні | Вірджіл, підручний Кокотті              |
| Кріс Пенн          | Нікі Даймс, детектив                    |
| Том Сайзмор        | Коді Ніколсон, детектив                 |
| Пол Бен-Віктор     | Лука                                    |
| Ед Лотер           | капітан Квіггл (в титрах не зазначений) |